# Gudmund Forssman
Hilbert Gudmund Forssman, född 17 mars 1926 i Gudmundrå församling, Kramfors, död 29 oktober 1992 på Sollefteå sjukhem men folkbokförd i Helgums församling, Sollefteå kommun, var en svensk civilingenjör och målare. 
Han var son till redaktören Hilbert Forssman och Eva Christina Wallin och från 1951 gift med Clara Marianne Stenberg. Forssman utbildade sig först till civilingenjör men valde direkt efter sin utbildning att överge den akademiska framtiden mot ett osäkert liv inom konsten där han var autodidakt. Bland hans offentliga arbeten märks bryggerimålningen som han utförde 1954. Hans konst bestod av stilleben, figurer och landskap i  olja, akvarell eller pastell. Han signerade sina verk med H-Gudmund.